# Loranthus delavayi
Loranthus delavayi là một loài thực vật có hoa trong họ Loranthaceae. Loài này được Tiegh. mô tả khoa học đầu tiên năm 1894.